# Giuseppe della Vecchia
Giuseppe della Vecchia (24 ottobre 1994) è un giocatore di football americano italiano, cornerback degli Stuttgart Surge.